# Hrvatski institut za liturgijski pastoral
Hrvatski institut za liturgijski pastoral (HILP) crkvena je liturgijsko-pastoralna ustanova biskupa hrvatskoga jezičnoga područja.

## Povijest
Prema smjernicama Drugog vatikanskog sabora biskupi hrvatskoga jezičnoga područja su 6. travnja 1989. godine osnovali Hrvatski institut za liturgijski pastoral, kao crkvenu liturgijsko-pastoralnu ustanovu. Institut se u svom djelovanju ravna prema odredbama kanonskog prava i smjernicama Crkve. Bavi se promicanjem liturgijskog pastorala u duhu konstitucije Sacrosanctum Concilium o liturgiji II. vatikanskoga sabora i ostalih liturgijskih dokumenata Svete Stolice, te smjernica hrvatskih biskupa.

## Ustroj i djelovanje
Institut provodi liturgijsko-pastoralna istraživanja, s naglaskom na pitanja povezana s prilikama i potrebama hrvatskoga jezičnoga područja, organizira tečajeve za službenike u liturgijskim slavljima, stručnjake i druge djelatnike vezane uz liturgiju, izdaje znanstvene i druge publikacije iz područja liturgije i liturgijskog pastorala, te surađuje sa sličnim ustanovama. Institut izdaje liturgijsko-pastoralni list Živo vrelo.
Prvi pročelnik instituta bio je fra Bernardin Škunca, od 1989. do 2004. godine, zatim fra Ante Crnčević, od 2004. do 2021. godine, a trenutni je pročelnik preč. Mario Kopjar koji je tu službu preuzeo 22. veljače 2021. godine.

## Povezano
- Liturgika
- Pastoralno bogoslovlje
- Služba Božja
- Hrvatska biskupska konferencija
- Biskupska konferencija Bosne i Hercegovine

## Vanjske poveznice
Mrežna mjesta
- Hrvatski institut za liturgijski pastoral, službeno mrežno mjesto